# داستان دلفین ۲
داستان دلفین ۲ (به انگلیسی: Dolphin Tale 2) فیلمی سینمایی محصول سال ۲۰۱۴ میلادی ایالات متحده آمریکا است. این فیلم دنباله‌ای بر فیلم داستان دلفین است و مانند فیلم قبلی بر اساس رویدادهای واقعی ساخته شده است.

## داستان
دلفینی که به عنوان مادر جانشین وینتر در آکواریوم دریایی کلیرواتر زندگی می کرد ، از دنیا میرود. بیش تر شخصیت های فیلم اول به همراه چند شخصیت دیگر گرد هم میایند تا مادر جدیدی برای وینتر پیدا کنند تا او بتواند به زندگی اش ادامه دهد. در همین حین بچه دلفینی به نام هوپ که او نیز مادر خود را از دست داده است ، به آکواریوم دریایی کلیرواتر آورده میشود.

## بازیگران
- نیتن گمبل در نقش سایر نلسون ، پسری که در فیلم قبلی وینتر را پیدا میکند و به او کمک میکند که زندگی عادی اش را از سر بگیرد.
- وینتر در نقش خودش
- هوپ در نقش خودش
- هری کانیک جونیور در نقش دکتر هسکت ، سرپرست پزشکان آکواریوم دریایی کلیرواتر.
- مورگان فریمن در نقش دکتر کمرون مک کارتی ، طراح اندام مصنوعی
- کوزی زولسدورف در نقش هِیزِل هسکت ، دختر دکتر هسکت
- اشلی جاد در نقش لورن نلسون ، مادر سایر
- آستین استووِل در نقش کایل کانلان ، پسر عموی سایر
- آستین های اسمیت در نقش مربی حیوانات آکواریوم دریایی کلیرواتر.
- دنیزا ویلسون در نقش جولیا
- جولیا جوردن در نقش مندی
- جولیانا هرکیوی در نقش ربکا
- بتانی همیلتون در نقش خودش
- ری مک کینن در نقش آقای دویل ، معلم سایر.

## تولید

### ایدهٔ تولید
این فیلم مانند فیلم داستان دلفین بر اساس رویداد های واقعی ساخته شده است.

### فیلم برداری
فیلم برداری این فیلم در ۷ اکتبر سال ۲۰۱۳ میلادی آغاز و در ۲۲ ژانویه ۲۰۱۴ پایان یافت.
محل اصلی فیلم برداری مانند فیلم اول آکواریوم دریایی کلیرواتر بود. با این حال در آخر هفته ها امکان بازدید عموم مردم از آکواریوم وجود داشت.

## انتشار
این فیلم در ۱۲ سپتامبر سال ۲۰۱۴ میلادی در ایالات متحده آمریکا و کانادا و در روزهای قبل و بعد از این تاریخ در کشور های زیادی در سراسر جهان اکران شد.